# The Sinbad Show
The Sinbad Show è una sitcom televisiva statunitense, mai trasmessa in Italia, che ha lanciato l'attrice Salma Hayek.

## Trama
La sitcom segue le vicende di David Bryan, un uomo scapolo che ha adottato due ragazzi orfani: Zana e L.J. Beckley. David è quindi il loro nuovo padre, e dovrà aiutarli ad adattarsi alle loro nuove vite, alla loro nuova scuola e alle loro nuove amicizie.